# Joachim Reidenbach
Joachim Reidenbach (geb. 1947) ist ein deutscher Komponist, Kirchenmusiker (A) und Dirigent.

## Leben
Joachim Reidenbach erhielt seine kirchenmusikalische Ausbildung an der Musikhochschule des Saarlandes in Saarbrücken. Nach dem Kantorenexamen (A) im Jahr 1972 folgten weitere Studien in Dirigieren in der Sonder- und Meisterklasse sowie in der Kapellmeister- und Kompositionsklasse für Neue Musik. Des Weiteren nahm er an internationalen Dirigierkursen teil, zum Beispiel bei Sergiu Celibidache.
Mit dem 1966 von ihm ins Leben gerufenen Kammerchor „Cantores Trevirenses“ und den er bis 1994 leitete, konzertierte er im In- und Ausland und erhielt zwei erste Preise bei einem internationalen Chorwettbewerb in Belgien. 
Von 1978 bis 2010 wirkte Reidenbach als Regionalkantor im Bistum Trier, ab 1994 als Kantor an der Basilika St. Paulin in Trier. Im Zuge des Aufbaus kirchenmusikalischer Strukturen gründete er Chor- und Instrumentalgruppen, als deren Leiter er kirchenmusikalische Werke aller Epochen (aus der Entstehungszeit des gregorianischen Gesangs über den Jazz bis zur Moderne) zur Aufführung brachte; darunter zahlreiche Werke für Soli, Chor und Orchester. Er wird zu den bekanntesten lebenden Komponisten der Region gezählt.
Reidenbachs Tochter ist die Musikerin und Musikpädagogin Julia Reidenbach.

## Auszeichnungen (Auswahl)
- 1992: Träger des Verdienstkreuzes am Bande der Bundesrepublik Deutschland[1]
- 2016: Träger des Kulturehrenpreises der Stadt Trier[5]
- 2023: Peter-Cornelius-Plakette[1]

## Werk
Joachim Reidenbach ist Urheber zahlreicher geistlicher und weltlicher Werke für unterschiedliche Besetzungen, unter anderem für Chor mit Orchesterbegleitung, kammermusikalische Ensembles und Orgel. Für den Stil seiner Werke sind das Einbinden tonaler Bezüge sowie die Nutzung tradierter musikalischer Strukturen als Grundlage kennzeichnend,   wobei Harmonik, Rhythmik und der gesamte Tonsatz eigenständig bleiben.

## Kompositionen (Auswahl)
- Der Herr ist mein Hirte, Klangbilder für Sprecher, 4- bis 8-stimmigen gemischten Chor, Orchester und Orgel
- Missa variabilis für 4-stimmigen Männerchor und / oder 2-stimmigen Oberchor, Orgel (E-Piano), Congas und Instrumente ad lib.
- Zwei Lieder nach Texten von Rainer Maria Rilke (Kompositionsauftrag des Theaters der Stadt Trier 2013) für Solo-Sopran, 4-stimmigen gemischten Chor und Orchester. [Ich lebe mein Leben in wachsenden Ringen – Wenn es nur einmal so ganz stille wäre.]
- Der Richter muss brennen! Das Schicksal des Trierer Stadtschultheißen Dr. Dietrich Flade, 1534–1589. 12 Szenen für Sprecher, 4-stimmigen gemischten Chor und Orchester
- Vier Choralbearbeitungen für Orgel. [Herr, dir ist nichts verborgen – Ich steh vor dir mit leeren Händen, Herr – Wer nur den lieben Gott lässt walten – Singt dem Herrn ein neues Lied.]